# Michel Lebrun
Michel Lebrun  (Namen, 31 januari 1949) is een voormalig Belgische politicus voor de PSC, later cdH.

## Levensloop
Als licentiaat in de klassieke filologie aan de Université Catholique de Louvain, werd Lebrun beroepshalve leraar. In 1980 was hij tevens enkele maanden attaché op het kabinet van minister Alfred Califice, wat hij van 1985 tot 1988 ook was bij minister in de Waalse Regering Amand Dalem.
Lebrun werd actief in verschillende katholieke milieus en verzeilde zo in de PSC. Voor deze partij werd hij in 1976 verkozen tot gemeenteraadslid van Viroinval, wat hij bleef tot in 2018. Van 1977 tot 1982 en van 2001 tot 2006 was hij er schepen en van 1995 tot 2000 was hij burgemeester van de gemeente.
Eind 1987 volgde hij Emile Wauthy, die provinciegouverneur van Namen werd, op als lid van de Kamer van volksvertegenwoordigers voor het arrondissement Dinant-Philippeville en bleef dit tot in 1995. Hierdoor zetelde hij in dezelfde periode ook in de Waalse Gewestraad en in de Raad van de Franse Gemeenschap. Van 1988 tot 1992 was hij in de Kamer de voorzitter van de PSC-fractie, waarna hij van 1992 tot 1995 minister van Hoger Onderwijs, Wetenschappelijk Onderzoek, Internationale Relaties en vanaf 1994 ook Jeugdzorg was in de Franse Gemeenschapsregering. In deze functie deed hij samen met collega-minister Elio Di Rupo een grote onderwijshervorming.
Van 1995 tot 2014 zetelde hij in het Waals Parlement en in het Parlement van de Franse Gemeenschap. Dit mandaat werd onderbroken toen hij van 1995 tot 1999 minister van Ruimtelijke Ordening, Uitrusting en Transport was in de Waalse Regering. Van 1999 tot 2004 en van 2009 tot 2013 was hij secretaris van het Waals Parlement en van 2004 tot 2009 ondervoorzitter van het Waals Parlement.
Van 1994 tot 2020 was hij eveneens lid van het Comité van de Regio's, waarvan hij van juni 2014 tot maart 2015 de voorzitter was.